# خوتسنیتسه
خوتسنیتسه (به چکی: Chocenice) یک منطقهٔ مسکونی در جمهوری چک است که در Plzeň-South District واقع شده‌است. خوتسنیتسه ۱۳٫۱۹ کیلومتر مربع مساحت و ۵۲۳ نفر جمعیت دارد و ۴۱۳ متر بالاتر از سطح دریا واقع شده‌است.